# Elvis: A Legendary Performer Volume 1
Elvis: A Legendary Performer Volume 1 è un album di raccolta del cantante statunitense Elvis Presley, pubblicato nel 1974.

## Tracce
- Side A

1. That's All Right – 1:33 (Arthur "Big Boy" Crudup)
2. I Love You Because (previously unreleased take) – 3:27 (Leon Payne)
3. Heartbreak Hotel – 2:08 (Mae Boren Axton, Tommy Durden, Elvis Presley)
4. Elvis – 0:34 (—)
5. Don't Be Cruel – 2:03 (Otis Blackwell, Elvis Presley)
6. Love Me (from Elvis TV special) – 2:32 (Jerry Leiber, Mike Stoller)
7. Tryin' to Get to You (from Elvis TV special) – 2:33 (Rose Marie McCoy, Charlie Singleton)

- Side B

1. Love Me Tender – 2:42 (Vera Matson, Elvis Presley)
2. Peace in the Valley – 3:20 (Thomas A. Dorsey)
3. Elvis' Farewell to His Fans – 2:14 (—)
4. (Now and Then There's) A Fool Such as I – 2:30 (Bill Trader)
5. Tonight's All Right for Love (from the European edition of G.I. Blues) – 1:20 (Joseph Lilley, Abner Silver, Sid Wayne)
6. Are You Lonesome Tonight? (from Elvis TV special) – 3:31 (Lou Handman, Roy Turk)
7. Can't Help Falling in Love – 3:00 (Luigi Creatore, Hugo Peretti, George David Weiss)